# Krzyżanowice (województwo opolskie)
Krzyżanowice (daw. Krzyżańcowice, niem. Krisanowitz) – wieś w Polsce położona w województwie opolskim, w powiecie oleskim, w gminie Gorzów Śląski.
W latach 1975–1998 miejscowość administracyjnie należała do województwa częstochowskiego.
W 1936 roku hitlerowska administracja III Rzeszy, chcąc zatrzeć słowiańskie pochodzenie nazwy wsi, przemianowały ją ze zgermanizowanej na nową, całkowicie niemiecką nazwę Kreuzhütte.
W Wykazie urzędowych nazw miejscowości w Polsce miejscowość określono jako Krzyżańcowice. W 2003 r. burmistrz Gorzowa Śląskiego, za pośrednictwem Wojewody Opolskiego, złożył do Ministra Spraw Wewnętrznych i Administracji wniosek w sprawie zmiany nazwy wsi Krzyżańcowice na Krzyżanowice. Od 1 stycznia 2005 r. miejscowość nosi nazwę Krzyżanowice.